# Městské opevnění (Nové Město nad Metují)
Městské opevnění, které obklopuje historické jádro Nového Města nad Metují v okrese Náchod v Královéhradeckém kraji, je zapsané jako kulturní památka v Ústředním seznamu nemovitých kulturních památek České republiky. Pozdně gotické městské opevnění je zároveň nedílnou součástí městské památkové rezervace Nové Město nad Metují, vyhlášené 1. prosince 1969 s účinností od 1. ledna 1970.

## Historie
Dne 10. srpna 1501 položil Jan Černčický z Kácova na ostrožně, obtékané ze tří stran řekou Metují, základní kámen svého budoucího sídla, nazvaného Město Nové Hradiště nad Metují. Městské opevnění nechal Jan Černčický vybudovat po obvodu opukové plošiny přímo nad srázy nad řekou, čímž získal pro město uvnitř hradeb poměrně velký prostor. Hradby byly postaveny z opuky, která byla těžena v lomu na severním okraji města. Část materiálu pro stavbu hradeb byla získána při vylámání příkopu, přetínajícího ostrožnu na severu.

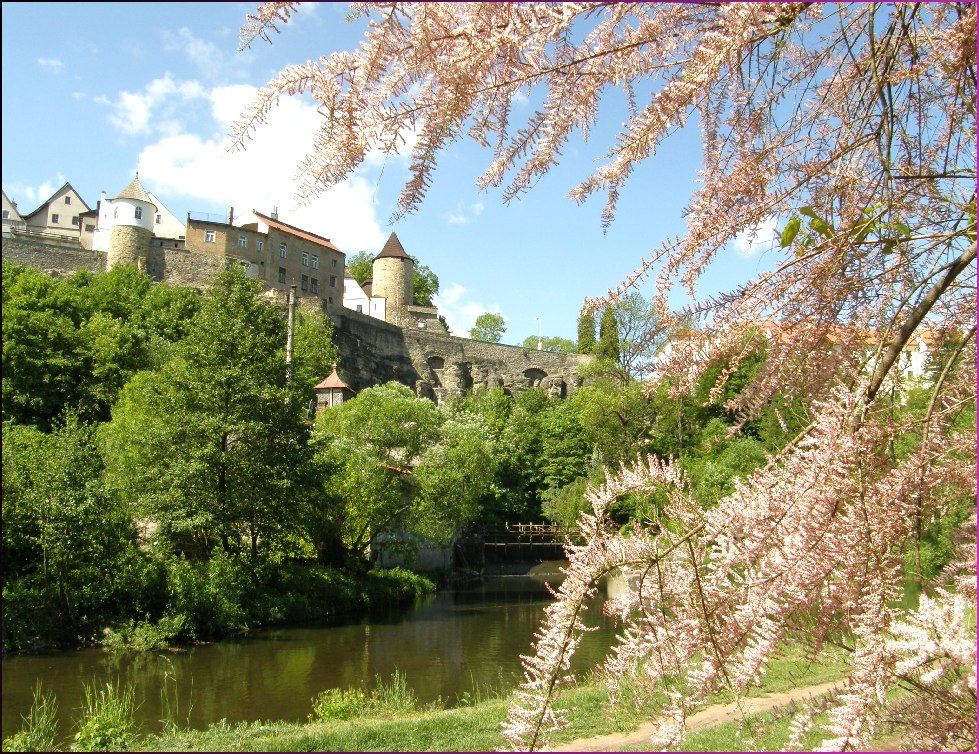
Pohled na městské hradby od Rezeckého mostu

Jan Černčický z Kácova, hejtman Hradeckého kraje, získal krčínské panství již v roce 1484 a v roce 1497 byl majitel tohoto panství osvobozen králem Vladislavem Jagellonským od lenních povinností. Předpokládá se, že základy městského opevnění Nového Města nad Metují spolu s menším hradem vznikly o něco dříve, než samotné město uvnitř těchto hradeb.
Město mělo dvě brány, Krajskou a Horskou. Jako první vznikla Horská brána na jihovýchodní straně ostrožny. Byla to jednoduchá gotická hranolovitá věž bez ozdob, označená pouze letopočtem „1501“. Horská brána byla zbořena v roce 1905.
Krajská brána na opačném konci městského jádra vznikla o něco později. Původně měla rovněž hranolovitý tvar, později byla renesančně přestavěná. Měla dvě poschodí a byla chráněná třípatrovou válcovitou věží Zázvorkou, která sloužila jako šatlava. Brána byla s věží Zázvorkou propojena vnitřní chodbou a také pavlačí, umístěnou na straně směrem k náměstí. Průjezd branou byl velmi úzký a byl stále větší překážkou v silniční dopravě. V roce 1874 byla proto Krajská brána zbořena.
Samotné hradby se do 21. století dochovaly téměř v celé své původní délce. Věž Zázvorka, jejíž jméno je odvozeno od skutečnosti, že byla umístěna za závorou v bráně, je sídlem městské galerie. Na pozůstatcích hradeb na skále nad řekou nedaleko místa, kde stávala Krajská brána, byla 28. října 2006 za účasti autora odhalena socha Olbrama Zoubka, nazvaná Alegorie Metuje.

## Popis
Vrcholové partie opukového ostrohu se nacházejí přibližně ve výšce třiceti metrů nad hladinou řeky. Hradby, vysoké až 6 metrů, byly postaveny tak, že kopírovaly terén, jejich výška se proto poněkud vlnila. Při úpatí byla hradební zeď široká téměř 2,5 metru. Hradby byly navíc zesíleny pěti půlválcovými a válcovými baštami – dvěma na východě, dvěma na západě a jednou na jihu. Jedna z těchto bašt byla později přestavěna na zámeckou vodárnu.
Hradby jsou dobře zachované, pouze v některých úsecích byly sníženy nebo jinak upraveny. Z Krajské brány se dochovaly základy s gotickými oblouky. Linie hradeb se na jihovýchodě poblíž bašty s altánkem dotýká kromě městské zástavby také věže kostela Nejsvětější Trojice. Jako altán je ve své horní části upravena i jižní bašta. Podnož hradeb na západní straně tvoří systém viničních teras. Parkán nebyl součástí opevnění, vznikl později pouze jako romantická terasová zahrada.

## Galerie

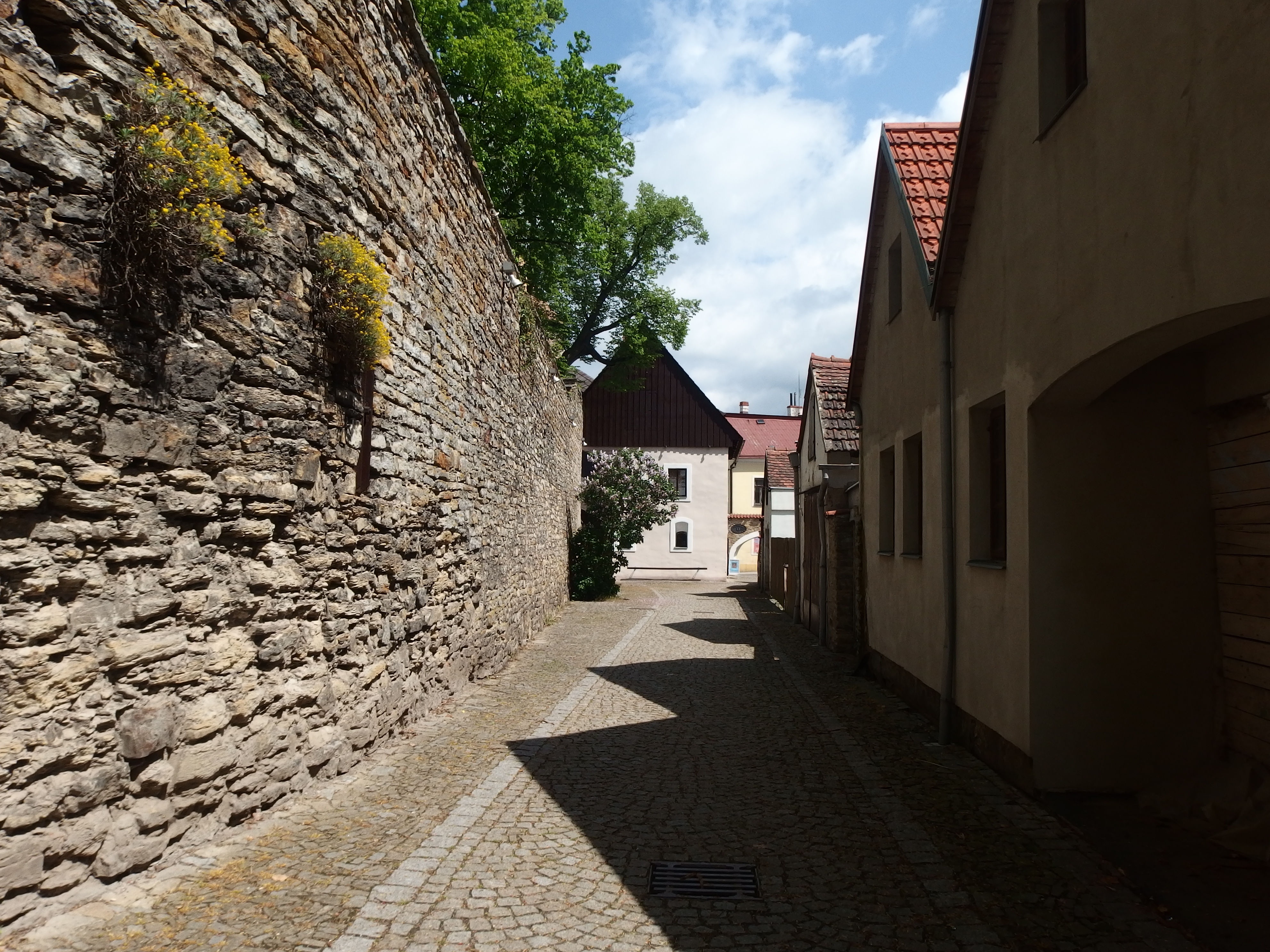
Ulička u hradeb
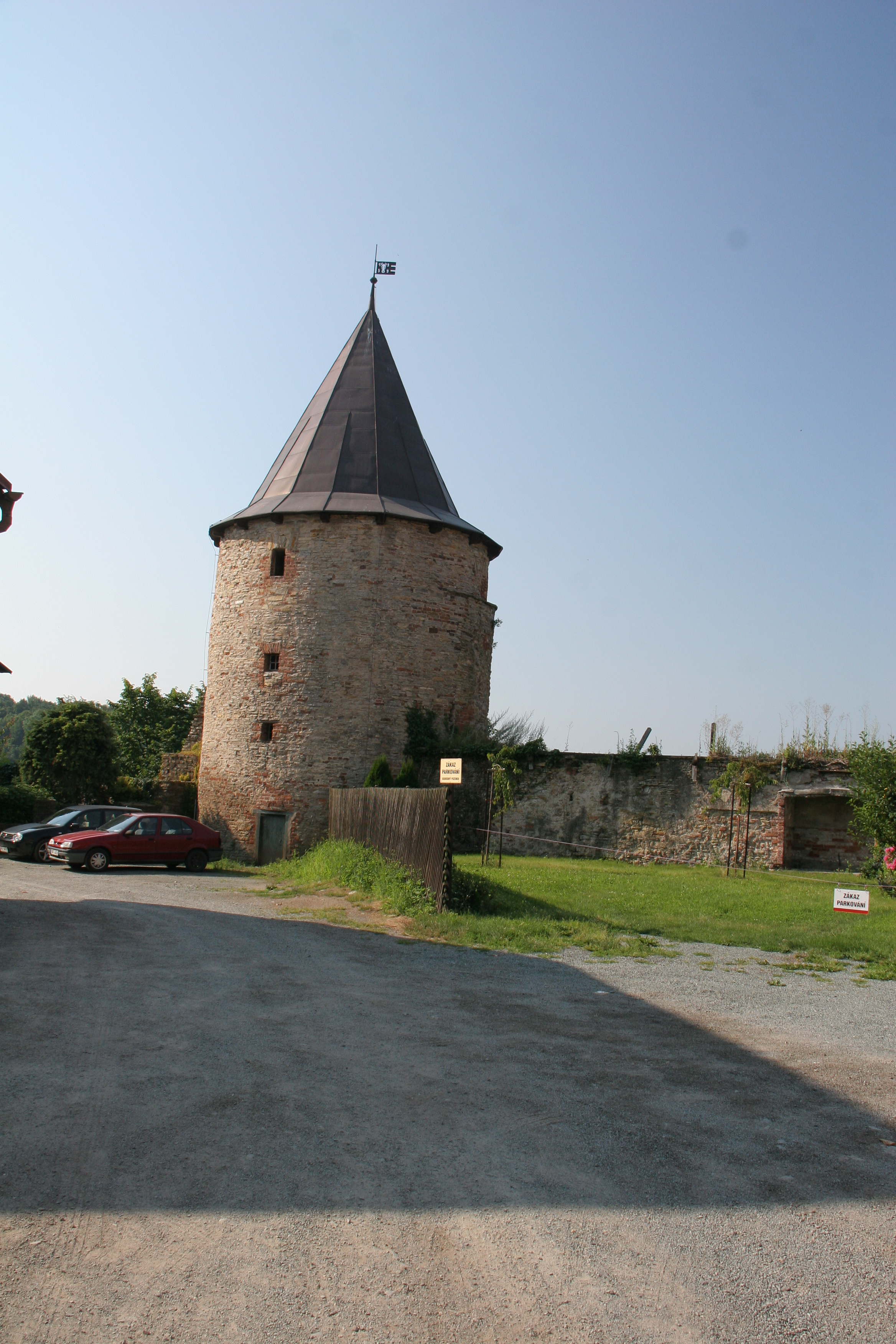
Zámecká vodárna, vzniklá dostavbou jedné z bašt
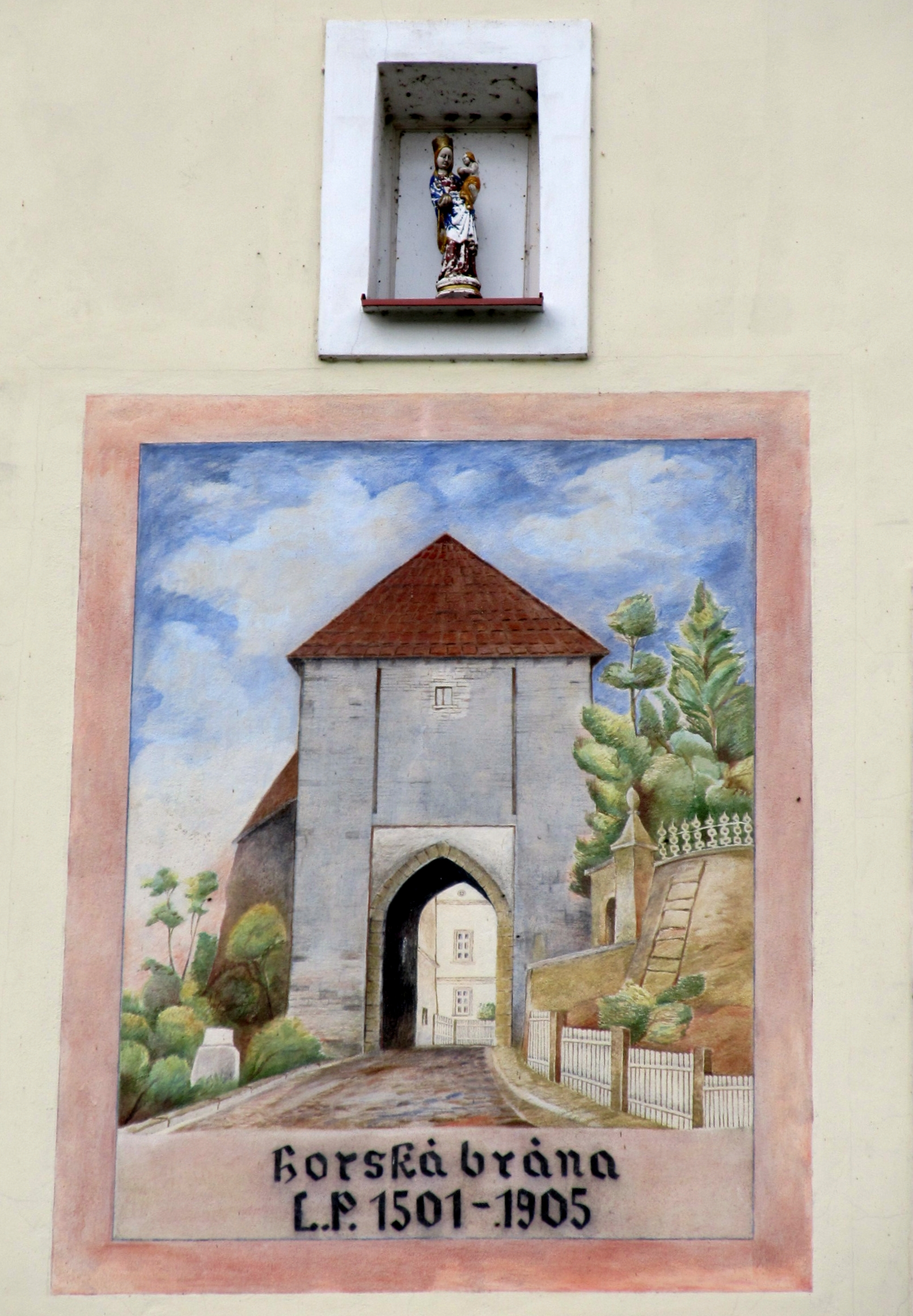
Vyobrazení Horské brány na domě čp. 1234
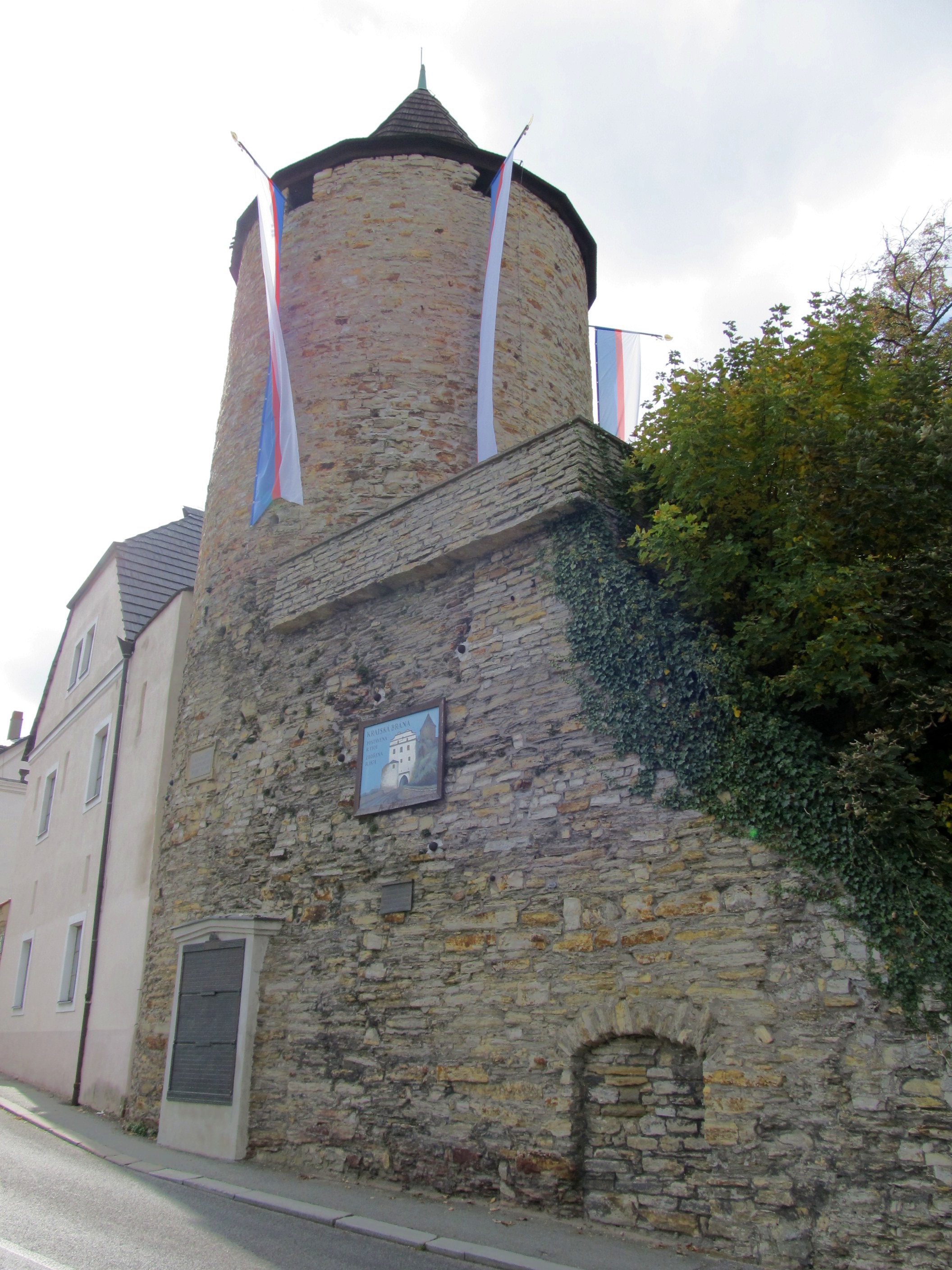
Zbytky zdiva Krajské brány a věž Zázvorka
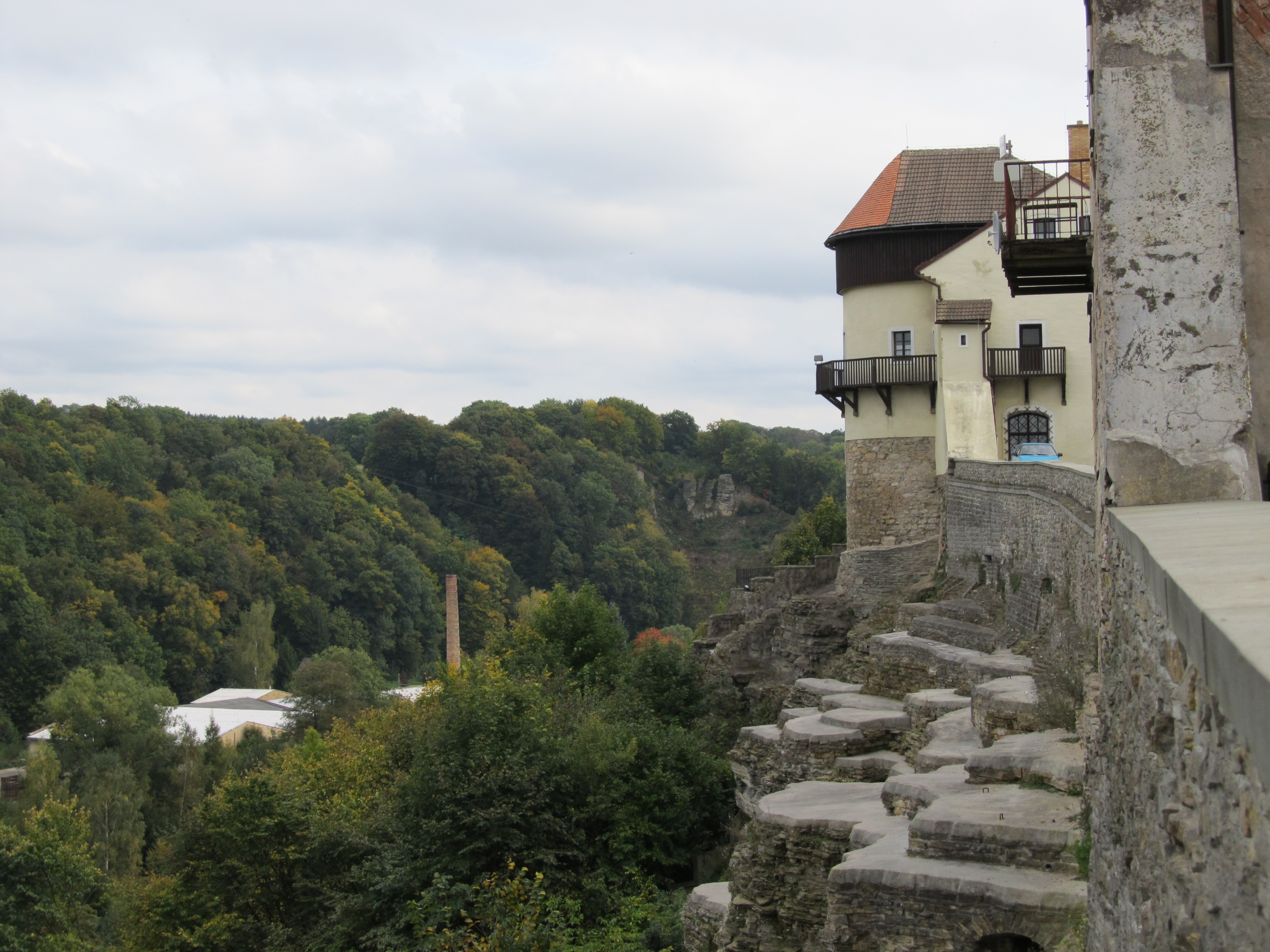
Pohled z ulice Na Zadomí na dům čp. 1226, vestavěný do hradeb